# Parachernes chilensis
Parachernes chilensis är en spindeldjursart som beskrevs av Beier 1964. Parachernes chilensis ingår i släktet Parachernes och familjen blindklokrypare. Inga underarter finns listade i Catalogue of Life.